# Nelly et Monsieur Arnaud
Nelly et Monsieur Arnaud is een Frans-Italiaans-Duitse film van Claude Sautet die werd uitgebracht in 1995.
Met deze film behaalde cineast Claude Sautet zijn tweede en laatste César voor beste regisseur en Michel Serrault zijn derde en laatste César voor beste acteur.

## Samenvatting
Nelly, een jonge vrouw, is getrouwd met Jérôme, een man zonder werk die alleen maar televisie kijkt. Ze combineert enkele jobs om aan geld te geraken wat haar zou moeten in staat stellen weer op eigen benen te staan. Via Jacqueline, een oudere vriendin maakt ze kennis met Pierre Arnaud, een oudere gepensioneerde man met wie Jacqueline ooit een relatie gehad heeft.
Pierre is een rijk man die veel geld verdiend heeft in de zakenwereld. Hij leeft gescheiden van zijn vrouw en heeft weinig contact met zijn twee kinderen. Hij leent Nelly graag geld uit en hij stelt haar voor zijn dactylograaf te worden. Nelly stemt daarmee in. Pierre zou zijn memoires willen uitwerken en uitgeven en dicteert de tekst aan Nelly.  Nelly verlaat haar man en brengt meer en meer tijd door met Pierre. Zo leren ze elkaar steeds beter kennen. Nelly ontmoet ook Vincent, een jonge uitgever.

## Rolverdeling
| Acteur              | Personage      | Beschrijving                             |
| ------------------- | -------------- | ---------------------------------------- |
| Michel Serrault     | Pierre Arnaud  |                                          |
| Emmanuelle Béart    | Nelly          |                                          |
| Jean-Hugues Anglade | Vincent Granec | de uitgever                              |
| Claire Nadeau       | Jacqueline     | een oudere vriendin van Nelly            |
| Michael Lonsdale    | Dolabella      | een vriend en ex-zakenpartner van Pierre |
| Françoise Brion     | Lucie          | de ex-vrouw van Pierre                   |
| Michèle Laroque     | Isabelle       |                                          |
| Charles Berling     | Jérôme         | de man van Nelly                         |
| Jean-Pierre Lorit   | Christophe     |                                          |
| Michel Albertini    | Taieb          |                                          |
| Coraly Zahonero     | Marianne       |                                          |
| Graziella Delerm    | Laurence       |                                          |